# Doropygus platythorax
Doropygus platythorax is een eenoogkreeftjessoort uit de familie van de Notodelphyidae. De wetenschappelijke naam van de soort is voor het eerst geldig gepubliceerd in 1974 door Jones J.B..